# Steve Clark
Stephen Maynard Clark (23 de abril de 1960-8 de enero de 1991) fue uno de los guitarristas de la banda inglesa Def Leppard.

## Carrera
Antes de unirse a Def Leppard en 1978, tocaba versiones en su pequeña banda, Electric Chicken, en la ciudad de Sheffield. Luego conoce a Pete Willis, quien lo invita a realizar una audición para Def Leppard. Junto a Pete, Steve hizo un aporte realmente importante a la agrupación.
Tras la salida de Willis, el guitarrista Phil Collen fue contratado para reemplazarlo, logrando una gran amistad y entendimiento musical con Clark.
La banda norteamericana de Hard rock Tesla le dedicó a título póstumo la canción "Song & Emotion" de su álbum Psychotic Supper. 
Sin embargo, los excesos con el alcohol fueron debilitando su rendimiento, hasta que en 1991 fue encontrado muerto después de haber ingerido una mezcla mortal de antidepresivos y alcohol. Fue reemplazado por el ex-Dio y Whitesnake Vivian Campbell.

## Discografía

### Def Leppard
- On Through the Night (1980)
- High 'n' Dry (1981)
- Pyromania (1983)
- Hysteria (1987)